# Раковець (Івано-Франківський район)
Ра́ковець — село, яке знаходиться в Івано-Франківському районі, Івано-Франківської області, що в Україні. Входить до складу Солотвинської селищної громади.

## Географічні дані
Раковець — село, колишній центр Раковецької сільської ради, знаходиться вздовж лівого берега Бистриці Солотвинської, де розташований невеличкий мальовничий водоспад Раковецький, заввишки 1,5 м (місцева назва — Бруси). Село віддалене від Богородчан на 20 км. До залізничної станції Надвірна —20 км.

## Походження назви
Назва села найвірогідніше походить від назви річки Раківчик, яка протікає за селом.

## Історія
Перша згадка про село належить до 1621 р. Належало воно до королівсько-цісарських володінь в с. Солотвино, про що згадується в так званій Йосифинській метриці, де і є перший опис села. Корінними жителями села є Гуменяк та Дутчак. Прізвище Гуменяк походить від слова «гуменний», а Дутчак від слова «дуда».
Основним заняттям жителів села було скотарство. У 1880 році більше половини жителів села вимерли від холери про що свідчить старий цвинтар. Цвинтар знаходиться за селом, щоб не поширювалася хвороба. Від цієї хвороби люди так вмирали, що не встигали ховати. У даний час на цьому місці стоїть дерев'яний хрест, який відновили жителі села.
У лютому 1915 року та серпні 1916 тут відбувалися бої між російськими та австро-угорськими військами. Село було повністю знищено.

## Населення

### Мова
Розподіл населення за рідною мовою за даними :
| Мова       | Кількість | Відсоток |
| ---------- | --------- | -------- |
| українська | 1932      | 99.9%    |
| російська  | 2         | 0.1%     |
| Усього     | 1934      | 100%     |

## Соціальна сфера
В селі є дев'ятирічна школа, дитячий садок, клуб, бібліотека, медпункт, магазини.
У 2019 році в селі Раковець відкрили нову школу. Школа має статус гімназії. Станом на 2025 рік в гімназції навчається 210 учнів.

## Постаті
- Богоносюк Василь Богданович (1980—2019) — старший солдат Збройних сил України, учасник російсько-української війни.
- Сенчак Василь – «Ворон», («Орленко»), (29.11.1921 - 20.08.1951) референт СБ Станиславівського надрайонного проводу ОУН.[5]